# Siemens (famiglia)
La famiglia imprenditoriale Siemens è un ramo, arrivato fino ad oggi, di una famiglia della città di Goslar, di cui è noto il cittadino Henning Symons, nato il 2 gennaio 1384. L'albero genealogico certo inizia con Ananias Siemens (* ca. 1538, † 1591). Questi fu cittadino, Brauer, Ölmüller e componente della Schuhmachergilde a Goslar, dove giace la casa della famiglia, la Siemenshaus. Diversi componenti della famiglia furono, durante il XIX secolo, nobilitati per distinzione negli ambiti scientifici ed economici.

## Nobiltà

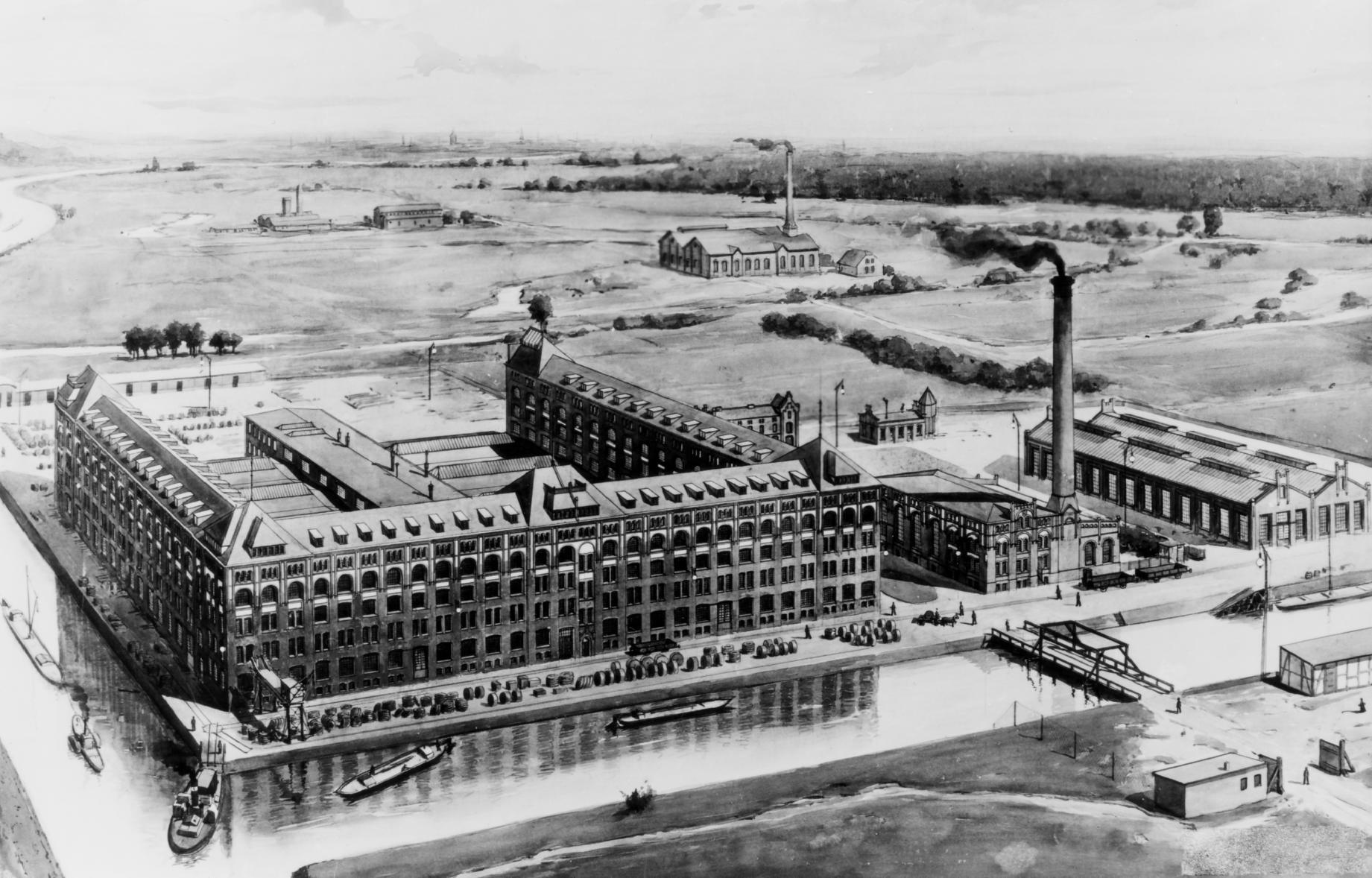
Siemens-Kabelwerk a Berlino-Siemensstadt ca. 1900

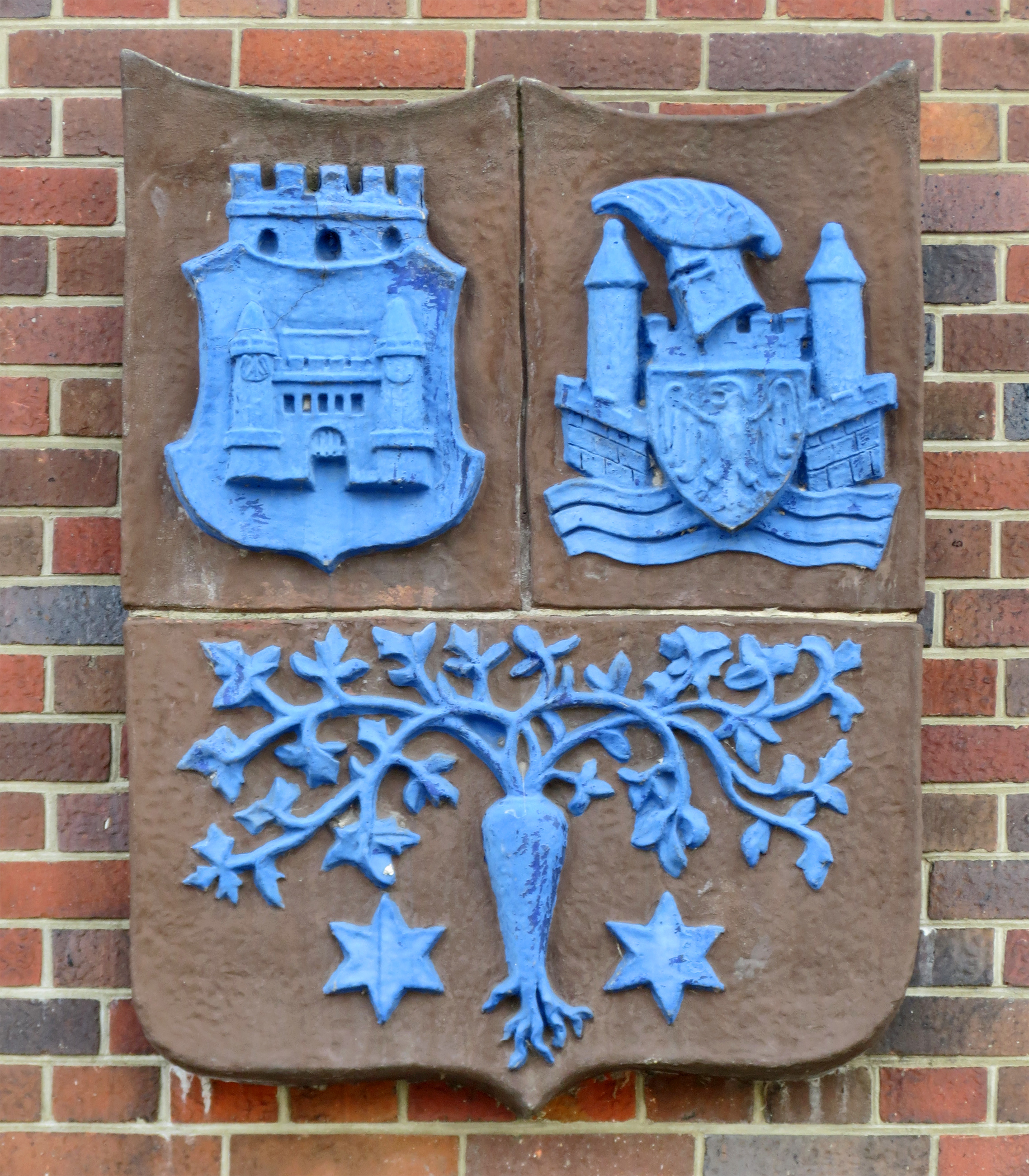
Stemma sulla Wernerwerk-Hochhaus a Berlino-Siemensstadt, combinazione dello stemma del Distretto di Charlottenburg-Wilmersdorf, Distretto di Spandau e della famiglia Siemens

I seguenti componenti della famiglia furono nobilitati:
- Il 5 maggio 1888 l'industriale Werner von Siemens, per il contributo all'industria prussiana. Werner Siemens fu il fondatore della Siemens & Halske e l'inventore della dinamo.

- Suo fratello Carl von Siemens fu, il 25 febbraio 1895, nobilitato in Russia. Un altro fratello, Carl Wilhelm Siemens diventò, nel 1883, Sir William Siemens cavaliere dell'Impero britannico.

- Un altro conferimento nobiliare prussiano fu dato nel 1899 al direttore, fondatore della Deutsche Bank, Georg von Siemens, un nipote di secondo grado del capostipite.

- Un lontano parente (cugino di terzo grado), Carl Georg Siemens, professore di tecnologie alla Università di Hohenheim presso Stoccarda, fu nobilitato nel Regno di Württemberg. Sua figlia Antonie sposò Werner Siemens nel 1869.

Il termine von Siemens odierno è riferito per antonomasia a Werner von Siemens.

## Stemma
In blu un Petroselinum crispum con le foglie, alla base due stelle dorate. Sul lato destro dell'elmo blu-argento, sinistro blu-oro, degli svolazzi, sopra al centro un Petroselinum crispum tra due corni blu su cielo stellato.

## Persone
- Arnold von Siemens (1853–1918), industriale
- Carl von Siemens (1829–1906), industriale, socio della Siemens & Halske e Siemens Brothers & Co
- Carl Friedrich von Siemens (1872–1941), industriale
- Christian Ferdinand Siemens (1787–1840), contadino, padre di Werner, William, Carl, Hans e Friedrich
- Ernst von Siemens (1903–1990), industriale
- Friedrich Siemens (1826–1904), inventore
- Georg von Siemens (1839–1901), banchiere della Deutschen Bank
- Georg Wilhelm von Siemens (1855–1919), industriale
- Hans Siemens (1818–1867), industriale
- Hermann von Siemens (1885–1986), industriale
- Johann Georg Siemens (1805–1879), giurista e politico, padre di Georg
- Ernst Albrecht von Siemens (1903-1990), fisico, imprenditore e alpinista
- Peter von Siemens (1911–1986), industriale
- Peter C. von Siemens (* 1937), industriale
- Werner von Siemens (1816–1892), inventore, industriale e fondatore della Siemens
- Carl Wilhelm Siemens (1823–1883), industriale, socio della Siemens & Halske e Siemens Brothers & Co

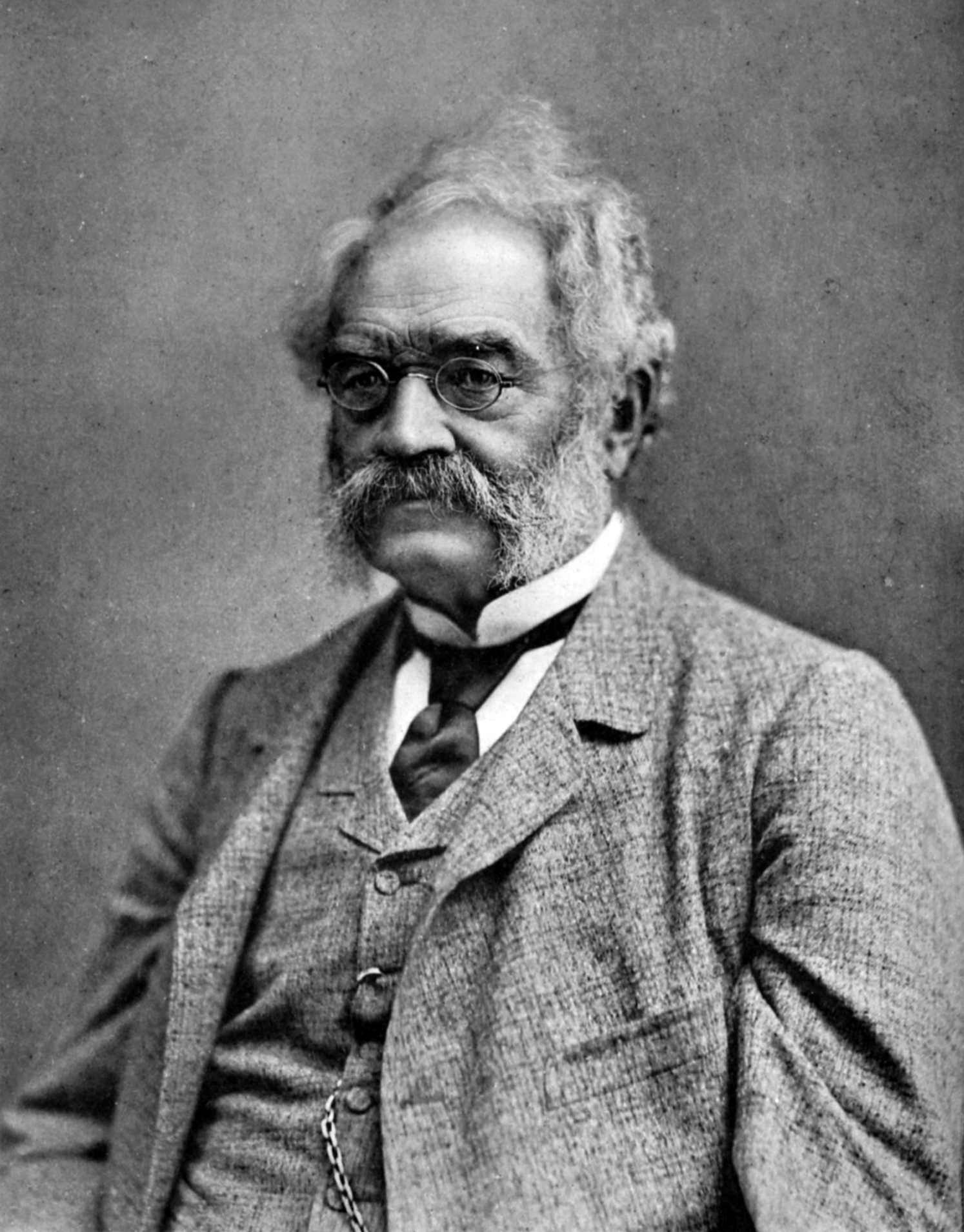
Werner von Siemens (1816–1892)
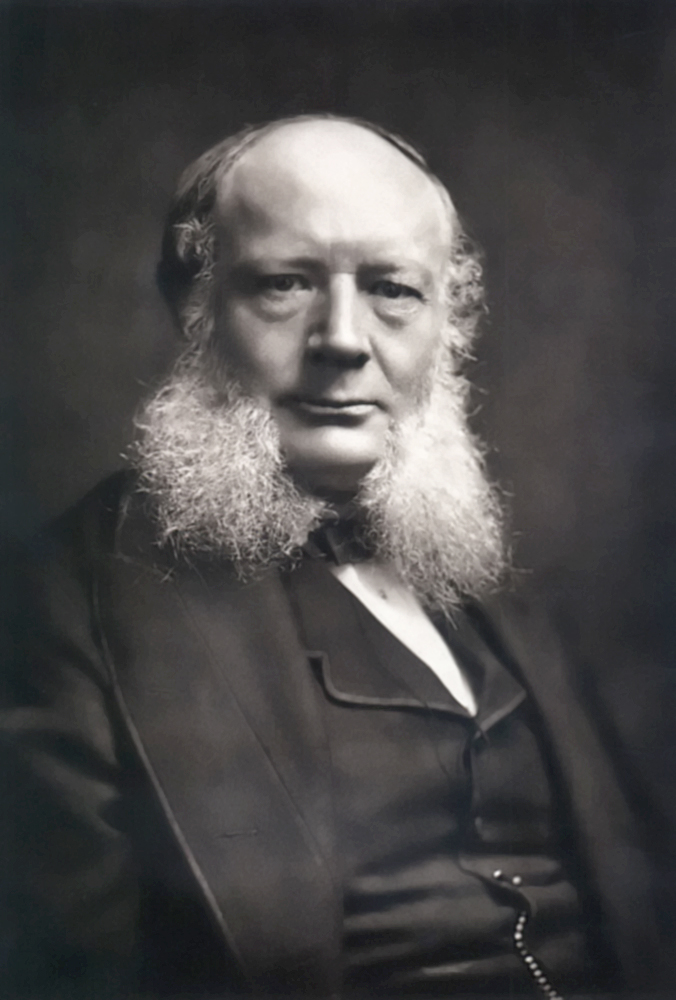
Sir William Siemens (1823–1883)
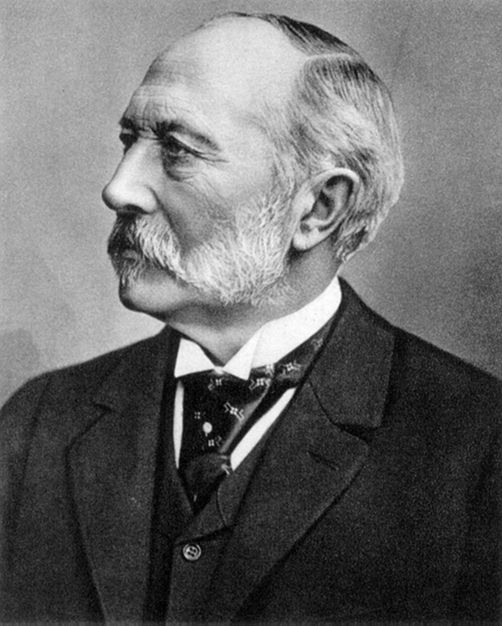
Carl von Siemens (1829–1906)
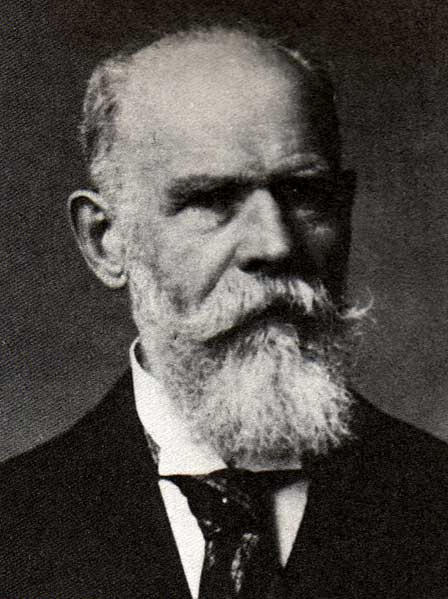
Arnold von Siemens (1853–1918)
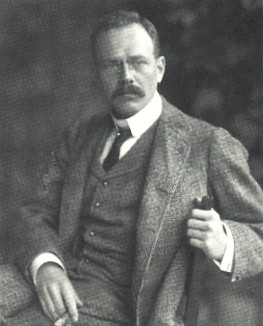
Carl Friedrich von Siemens (1872–1941)

## Albero genealogico (parziale)

### Linee
| Linea principale Ananias | Linea principale Ananias | Linea principale Ananias | Linea principale Ananias | Linea principale Ananias | Linea principale Ananias |  |  | Linea Georg Andreas Sottolinea di Ananias | Linea Georg Andreas Sottolinea di Ananias | Linea Georg Andreas Sottolinea di Ananias | Linea Georg Andreas Sottolinea di Ananias | Linea Georg Andreas Sottolinea di Ananias | Linea Georg Andreas Sottolinea di Ananias |  |  | Linea Heinrich Albrecht Sottolinea di Ananias | Linea Heinrich Albrecht Sottolinea di Ananias | Linea Heinrich Albrecht Sottolinea di Ananias | Linea Heinrich Albrecht Sottolinea di Ananias | Linea Heinrich Albrecht Sottolinea di Ananias | Linea Heinrich Albrecht Sottolinea di Ananias |  |  | Linea Johann Georg Sottolinea di Georg Andreas, incl. Georg von Siemens | Linea Johann Georg Sottolinea di Georg Andreas, incl. Georg von Siemens | Linea Johann Georg Sottolinea di Georg Andreas, incl. Georg von Siemens | Linea Johann Georg Sottolinea di Georg Andreas, incl. Georg von Siemens | Linea Johann Georg Sottolinea di Georg Andreas, incl. Georg von Siemens | Linea Johann Georg Sottolinea di Georg Andreas, incl. Georg von Siemens |  |  | Linea Christian Ferdinand Sottolinea di Georg Andreas, incl. Werner von Siemens e fratello | Linea Christian Ferdinand Sottolinea di Georg Andreas, incl. Werner von Siemens e fratello | Linea Christian Ferdinand Sottolinea di Georg Andreas, incl. Werner von Siemens e fratello | Linea Christian Ferdinand Sottolinea di Georg Andreas, incl. Werner von Siemens e fratello | Linea Christian Ferdinand Sottolinea di Georg Andreas, incl. Werner von Siemens e fratello | Linea Christian Ferdinand Sottolinea di Georg Andreas, incl. Werner von Siemens e fratello |  |  |

### Da Ananias Siemens (progenitore)
Generazioni 1-9
| | | | | | | | | | | | | | |  |  | Ananias Siemens * ca. 1538, † 1591 Goslar Bürger und Brauer ∞ Anna Brüggemann (2. matrimonio) 8 figli                                       |  |  |  | | | | | | |  |  | | | | | | |  |  | | | | | | |  |  |  |  |  |  |  |  |  |  |  |  |  |  |  |  |  |  |  |  |  |  |  |  |  |  |  |  |
| | | | | | | | | | | | | | |  |  | |  |  |  | | | | | | |  |  | | | | | | |  |  | | | | | | |  |  |  |  |  |  |  |  |  |  |  |  |  |  |  |  |  |  |  |  |  |  |  |  |  |  |  |  |
| | | | | | | | | | | | | | |  |  | (figlio) #6 Peter Siemens * ca. 1586 Goslar, † 1650 ebd. Sarto e consigliere cittadino ∞ Agnetha Oppermann (1605-63, 3. matrimonio) 8 figli |  |  |  | | | | | | |  |  | | | | | | |  |  | | | | | | |  |  |  |  |  |  |  |  |  |  |  |  |  |  |  |  |  |  |  |  |  |  |  |  |  |  |  |  |
| | | | | | | | | | | | | | |  |  | |  |  |  | | | | | | |  |  | | | | | | |  |  | | | | | | |  |  |  |  |  |  |  |  |  |  |  |  |  |  |  |  |  |  |  |  |  |  |  |  |  |  |  |  |
| | | | | | | | | | | | | | |  |  | #2 Hans Jürgen Siemens * 1628 Goslar, † 1694 ebd. commerciante ∞ Anna Volckmar (1636–1717) 6 figli                                          |  |  |  | | | | | | |  |  | | | | | | |  |  | | | | | | |  |  |  |  |  |  |  |  |  |  |  |  |  |  |  |  |  |  |  |  |  |  |  |  |  |  |  |  |
| | | | | | | | | | | | | | |  |  | |  |  |  | | | | | | |  |  | | | | | | |  |  | | | | | | |  |  |  |  |  |  |  |  |  |  |  |  |  |  |  |  |  |  |  |  |  |  |  |  |  |  |  |  |
| | | | | | | | | | | | | | |  |  | #3 Hans Henning Siemens * 1667 Goslar, † 1725 Ohlhof Proprietario terriero ∞ Anna Volbrecht (1674–1715) 11 figli                            |  |  |  | | | | | | |  |  | | | | | | |  |  | | | | | | |  |  |  |  |  |  |  |  |  |  |  |  |  |  |  |  |  |  |  |  |  |  |  |  |  |  |  |  |
| | | | | | | | | | | | | | |  |  | |  |  |  | | | | | | |  |  | | | | | | |  |  | | | | | | |  |  |  |  |  |  |  |  |  |  |  |  |  |  |  |  |  |  |  |  |  |  |  |  |  |  |  |  |
| | | | | | | | | | | | | | |  |  | |  |  |  | | | | | | |  |  | | | | | | |  |  | | | | | | |  |  |  |  |  |  |  |  |  |  |  |  |  |  |  |  |  |  |  |  |  |  |  |  |  |  |  |  |
| | | | | #4 Georg Andreas Siemens * 1700 Goslar, † 1789 Ohlhof Proprietario terriero ∞ Agnes Koch (1716-97, 2. matrimonio) 9 figli               | #4 Georg Andreas Siemens * 1700 Goslar, † 1789 Ohlhof Proprietario terriero ∞ Agnes Koch (1716-97, 2. matrimonio) 9 figli               | #4 Georg Andreas Siemens * 1700 Goslar, † 1789 Ohlhof Proprietario terriero ∞ Agnes Koch (1716-97, 2. matrimonio) 9 figli | #4 Georg Andreas Siemens * 1700 Goslar, † 1789 Ohlhof Proprietario terriero ∞ Agnes Koch (1716-97, 2. matrimonio) 9 figli | #4 Georg Andreas Siemens * 1700 Goslar, † 1789 Ohlhof Proprietario terriero ∞ Agnes Koch (1716-97, 2. matrimonio) 9 figli          | #4 Georg Andreas Siemens * 1700 Goslar, † 1789 Ohlhof Proprietario terriero ∞ Agnes Koch (1716-97, 2. matrimonio) 9 figli          | | | | |  |  | |  |  |  | | | | | | |  |  | #6 Heinrich Albrecht Siemens * 1703 Goslar, † 1758 ebd. Proprietario terriero ∞ Elisabeth Sternberg (1710-71) 14 figli         | #6 Heinrich Albrecht Siemens * 1703 Goslar, † 1758 ebd. Proprietario terriero ∞ Elisabeth Sternberg (1710-71) 14 figli         | #6 Heinrich Albrecht Siemens * 1703 Goslar, † 1758 ebd. Proprietario terriero ∞ Elisabeth Sternberg (1710-71) 14 figli         | #6 Heinrich Albrecht Siemens * 1703 Goslar, † 1758 ebd. Proprietario terriero ∞ Elisabeth Sternberg (1710-71) 14 figli         | #6 Heinrich Albrecht Siemens * 1703 Goslar, † 1758 ebd. Proprietario terriero ∞ Elisabeth Sternberg (1710-71) 14 figli         | #6 Heinrich Albrecht Siemens * 1703 Goslar, † 1758 ebd. Proprietario terriero ∞ Elisabeth Sternberg (1710-71) 14 figli         |  |  | | | | | | |  |  |  |  |  |  |  |  |  |  |  |  |  |  |  |  |  |  |  |  |  |  |  |  |  |  |  |  |
| | | | | #4 Georg Andreas Siemens * 1700 Goslar, † 1789 Ohlhof Proprietario terriero ∞ Agnes Koch (1716-97, 2. matrimonio) 9 figli               | #4 Georg Andreas Siemens * 1700 Goslar, † 1789 Ohlhof Proprietario terriero ∞ Agnes Koch (1716-97, 2. matrimonio) 9 figli               | #4 Georg Andreas Siemens * 1700 Goslar, † 1789 Ohlhof Proprietario terriero ∞ Agnes Koch (1716-97, 2. matrimonio) 9 figli | #4 Georg Andreas Siemens * 1700 Goslar, † 1789 Ohlhof Proprietario terriero ∞ Agnes Koch (1716-97, 2. matrimonio) 9 figli | #4 Georg Andreas Siemens * 1700 Goslar, † 1789 Ohlhof Proprietario terriero ∞ Agnes Koch (1716-97, 2. matrimonio) 9 figli          | #4 Georg Andreas Siemens * 1700 Goslar, † 1789 Ohlhof Proprietario terriero ∞ Agnes Koch (1716-97, 2. matrimonio) 9 figli          | | | | |  |  | |  |  |  | | | | | | |  |  | #6 Heinrich Albrecht Siemens * 1703 Goslar, † 1758 ebd. Proprietario terriero ∞ Elisabeth Sternberg (1710-71) 14 figli         | #6 Heinrich Albrecht Siemens * 1703 Goslar, † 1758 ebd. Proprietario terriero ∞ Elisabeth Sternberg (1710-71) 14 figli         | #6 Heinrich Albrecht Siemens * 1703 Goslar, † 1758 ebd. Proprietario terriero ∞ Elisabeth Sternberg (1710-71) 14 figli         | #6 Heinrich Albrecht Siemens * 1703 Goslar, † 1758 ebd. Proprietario terriero ∞ Elisabeth Sternberg (1710-71) 14 figli         | #6 Heinrich Albrecht Siemens * 1703 Goslar, † 1758 ebd. Proprietario terriero ∞ Elisabeth Sternberg (1710-71) 14 figli         | #6 Heinrich Albrecht Siemens * 1703 Goslar, † 1758 ebd. Proprietario terriero ∞ Elisabeth Sternberg (1710-71) 14 figli         |  |  | | | | | | |  |  |  |  |  |  |  |  |  |  |  |  |  |  |  |  |  |  |  |  |  |  |  |  |  |  |  |  |
| | | | | #3 Joh. Georg Heinrich Siemens * 1735 Ohlhof, † 1805 Wasserleben Proprietario terriero ∞ Sophie Huet (1740-99) 15 figli                 | #3 Joh. Georg Heinrich Siemens * 1735 Ohlhof, † 1805 Wasserleben Proprietario terriero ∞ Sophie Huet (1740-99) 15 figli                 | #3 Joh. Georg Heinrich Siemens * 1735 Ohlhof, † 1805 Wasserleben Proprietario terriero ∞ Sophie Huet (1740-99) 15 figli   | #3 Joh. Georg Heinrich Siemens * 1735 Ohlhof, † 1805 Wasserleben Proprietario terriero ∞ Sophie Huet (1740-99) 15 figli   | #3 Joh. Georg Heinrich Siemens * 1735 Ohlhof, † 1805 Wasserleben Proprietario terriero ∞ Sophie Huet (1740-99) 15 figli            | #3 Joh. Georg Heinrich Siemens * 1735 Ohlhof, † 1805 Wasserleben Proprietario terriero ∞ Sophie Huet (1740-99) 15 figli            | | | | |  |  | |  |  |  | | | | | | |  |  | #6 Carl Leopold Siemens * 1739 Goslar, † 1805 Seesen Proprietario terriero ∞ Justine Brüel (1746–1828) 10 figli                | #6 Carl Leopold Siemens * 1739 Goslar, † 1805 Seesen Proprietario terriero ∞ Justine Brüel (1746–1828) 10 figli                | #6 Carl Leopold Siemens * 1739 Goslar, † 1805 Seesen Proprietario terriero ∞ Justine Brüel (1746–1828) 10 figli                | #6 Carl Leopold Siemens * 1739 Goslar, † 1805 Seesen Proprietario terriero ∞ Justine Brüel (1746–1828) 10 figli                | #6 Carl Leopold Siemens * 1739 Goslar, † 1805 Seesen Proprietario terriero ∞ Justine Brüel (1746–1828) 10 figli                | #6 Carl Leopold Siemens * 1739 Goslar, † 1805 Seesen Proprietario terriero ∞ Justine Brüel (1746–1828) 10 figli                |  |  | | | | | | |  |  |  |  |  |  |  |  |  |  |  |  |  |  |  |  |  |  |  |  |  |  |  |  |  |  |  |  |
| | | | | #3 Joh. Georg Heinrich Siemens * 1735 Ohlhof, † 1805 Wasserleben Proprietario terriero ∞ Sophie Huet (1740-99) 15 figli                 | #3 Joh. Georg Heinrich Siemens * 1735 Ohlhof, † 1805 Wasserleben Proprietario terriero ∞ Sophie Huet (1740-99) 15 figli                 | #3 Joh. Georg Heinrich Siemens * 1735 Ohlhof, † 1805 Wasserleben Proprietario terriero ∞ Sophie Huet (1740-99) 15 figli   | #3 Joh. Georg Heinrich Siemens * 1735 Ohlhof, † 1805 Wasserleben Proprietario terriero ∞ Sophie Huet (1740-99) 15 figli   | #3 Joh. Georg Heinrich Siemens * 1735 Ohlhof, † 1805 Wasserleben Proprietario terriero ∞ Sophie Huet (1740-99) 15 figli            | #3 Joh. Georg Heinrich Siemens * 1735 Ohlhof, † 1805 Wasserleben Proprietario terriero ∞ Sophie Huet (1740-99) 15 figli            | | | | |  |  | |  |  |  | | | | | | |  |  | #6 Carl Leopold Siemens * 1739 Goslar, † 1805 Seesen Proprietario terriero ∞ Justine Brüel (1746–1828) 10 figli                | #6 Carl Leopold Siemens * 1739 Goslar, † 1805 Seesen Proprietario terriero ∞ Justine Brüel (1746–1828) 10 figli                | #6 Carl Leopold Siemens * 1739 Goslar, † 1805 Seesen Proprietario terriero ∞ Justine Brüel (1746–1828) 10 figli                | #6 Carl Leopold Siemens * 1739 Goslar, † 1805 Seesen Proprietario terriero ∞ Justine Brüel (1746–1828) 10 figli                | #6 Carl Leopold Siemens * 1739 Goslar, † 1805 Seesen Proprietario terriero ∞ Justine Brüel (1746–1828) 10 figli                | #6 Carl Leopold Siemens * 1739 Goslar, † 1805 Seesen Proprietario terriero ∞ Justine Brüel (1746–1828) 10 figli                |  |  | | | | | | |  |  |  |  |  |  |  |  |  |  |  |  |  |  |  |  |  |  |  |  |  |  |  |  |  |  |  |  |
| | | | | | | | | | | | | | |  |  | |  |  |  | | | | | | |  |  | | | | | | |  |  | | | | | | |  |  |  |  |  |  |  |  |  |  |  |  |  |  |  |  |  |  |  |  |  |  |  |  |  |  |  |  |
| #1 Johann Georg Siemens * 1764 Schauen, † 1827 Langenstein Proprietario terriero ∞ Sophie Barkhausen (1776–1808, 1. matrimonio) 6 figli | #1 Johann Georg Siemens * 1764 Schauen, † 1827 Langenstein Proprietario terriero ∞ Sophie Barkhausen (1776–1808, 1. matrimonio) 6 figli | #1 Johann Georg Siemens * 1764 Schauen, † 1827 Langenstein Proprietario terriero ∞ Sophie Barkhausen (1776–1808, 1. matrimonio) 6 figli | #1 Johann Georg Siemens * 1764 Schauen, † 1827 Langenstein Proprietario terriero ∞ Sophie Barkhausen (1776–1808, 1. matrimonio) 6 figli | #1 Johann Georg Siemens * 1764 Schauen, † 1827 Langenstein Proprietario terriero ∞ Sophie Barkhausen (1776–1808, 1. matrimonio) 6 figli | #1 Johann Georg Siemens * 1764 Schauen, † 1827 Langenstein Proprietario terriero ∞ Sophie Barkhausen (1776–1808, 1. matrimonio) 6 figli | | | #15 Christian Ferdinand Siemens * 1787 Schauen, † 1840 Menzendorf Proprietario terriero ∞ Henriette Deichmann (1792–1839) 14 figli | #15 Christian Ferdinand Siemens * 1787 Schauen, † 1840 Menzendorf Proprietario terriero ∞ Henriette Deichmann (1792–1839) 14 figli | #15 Christian Ferdinand Siemens * 1787 Schauen, † 1840 Menzendorf Proprietario terriero ∞ Henriette Deichmann (1792–1839) 14 figli | #15 Christian Ferdinand Siemens * 1787 Schauen, † 1840 Menzendorf Proprietario terriero ∞ Henriette Deichmann (1792–1839) 14 figli | #15 Christian Ferdinand Siemens * 1787 Schauen, † 1840 Menzendorf Proprietario terriero ∞ Henriette Deichmann (1792–1839) 14 figli | #15 Christian Ferdinand Siemens * 1787 Schauen, † 1840 Menzendorf Proprietario terriero ∞ Henriette Deichmann (1792–1839) 14 figli |  |  | |  |  |  | | | | | | |  |  | #8 Ernst Franz Siemens * 1780 Goslar, † 1854 Hannover Proprietario terriero e inventore ∞ Georgine Müller (1784–1862) 13 figli | #8 Ernst Franz Siemens * 1780 Goslar, † 1854 Hannover Proprietario terriero e inventore ∞ Georgine Müller (1784–1862) 13 figli | #8 Ernst Franz Siemens * 1780 Goslar, † 1854 Hannover Proprietario terriero e inventore ∞ Georgine Müller (1784–1862) 13 figli | #8 Ernst Franz Siemens * 1780 Goslar, † 1854 Hannover Proprietario terriero e inventore ∞ Georgine Müller (1784–1862) 13 figli | #8 Ernst Franz Siemens * 1780 Goslar, † 1854 Hannover Proprietario terriero e inventore ∞ Georgine Müller (1784–1862) 13 figli | #8 Ernst Franz Siemens * 1780 Goslar, † 1854 Hannover Proprietario terriero e inventore ∞ Georgine Müller (1784–1862) 13 figli |  |  | | | | | | |  |  |  |  |  |  |  |  |  |  |  |  |  |  |  |  |  |  |  |  |  |  |  |  |  |  |  |  |
| #1 Johann Georg Siemens * 1764 Schauen, † 1827 Langenstein Proprietario terriero ∞ Sophie Barkhausen (1776–1808, 1. matrimonio) 6 figli | #1 Johann Georg Siemens * 1764 Schauen, † 1827 Langenstein Proprietario terriero ∞ Sophie Barkhausen (1776–1808, 1. matrimonio) 6 figli | #1 Johann Georg Siemens * 1764 Schauen, † 1827 Langenstein Proprietario terriero ∞ Sophie Barkhausen (1776–1808, 1. matrimonio) 6 figli | #1 Johann Georg Siemens * 1764 Schauen, † 1827 Langenstein Proprietario terriero ∞ Sophie Barkhausen (1776–1808, 1. matrimonio) 6 figli | #1 Johann Georg Siemens * 1764 Schauen, † 1827 Langenstein Proprietario terriero ∞ Sophie Barkhausen (1776–1808, 1. matrimonio) 6 figli | #1 Johann Georg Siemens * 1764 Schauen, † 1827 Langenstein Proprietario terriero ∞ Sophie Barkhausen (1776–1808, 1. matrimonio) 6 figli | | | #15 Christian Ferdinand Siemens * 1787 Schauen, † 1840 Menzendorf Proprietario terriero ∞ Henriette Deichmann (1792–1839) 14 figli | #15 Christian Ferdinand Siemens * 1787 Schauen, † 1840 Menzendorf Proprietario terriero ∞ Henriette Deichmann (1792–1839) 14 figli | #15 Christian Ferdinand Siemens * 1787 Schauen, † 1840 Menzendorf Proprietario terriero ∞ Henriette Deichmann (1792–1839) 14 figli | #15 Christian Ferdinand Siemens * 1787 Schauen, † 1840 Menzendorf Proprietario terriero ∞ Henriette Deichmann (1792–1839) 14 figli | #15 Christian Ferdinand Siemens * 1787 Schauen, † 1840 Menzendorf Proprietario terriero ∞ Henriette Deichmann (1792–1839) 14 figli | #15 Christian Ferdinand Siemens * 1787 Schauen, † 1840 Menzendorf Proprietario terriero ∞ Henriette Deichmann (1792–1839) 14 figli |  |  | |  |  |  | | | | | | |  |  | #8 Ernst Franz Siemens * 1780 Goslar, † 1854 Hannover Proprietario terriero e inventore ∞ Georgine Müller (1784–1862) 13 figli | #8 Ernst Franz Siemens * 1780 Goslar, † 1854 Hannover Proprietario terriero e inventore ∞ Georgine Müller (1784–1862) 13 figli | #8 Ernst Franz Siemens * 1780 Goslar, † 1854 Hannover Proprietario terriero e inventore ∞ Georgine Müller (1784–1862) 13 figli | #8 Ernst Franz Siemens * 1780 Goslar, † 1854 Hannover Proprietario terriero e inventore ∞ Georgine Müller (1784–1862) 13 figli | #8 Ernst Franz Siemens * 1780 Goslar, † 1854 Hannover Proprietario terriero e inventore ∞ Georgine Müller (1784–1862) 13 figli | #8 Ernst Franz Siemens * 1780 Goslar, † 1854 Hannover Proprietario terriero e inventore ∞ Georgine Müller (1784–1862) 13 figli |  |  | | | | | | |  |  |  |  |  |  |  |  |  |  |  |  |  |  |  |  |  |  |  |  |  |  |  |  |  |  |  |  |
| | | | | | | | | | | | | | |  |  | |  |  |  | | | | | | |  |  | | | | | | |  |  | | | | | | |  |  |  |  |  |  |  |  |  |  |  |  |  |  |  |  |  |  |  |  |  |  |  |  |  |  |  |  |
| #1 Johann Georg Siemens * 1805 Langenstein, † 1879 Ahlsdorf giurista e avvocato ∞ Marie von Sperl (1819–1902) 1 figlio                  | #1 Johann Georg Siemens * 1805 Langenstein, † 1879 Ahlsdorf giurista e avvocato ∞ Marie von Sperl (1819–1902) 1 figlio                  | #1 Johann Georg Siemens * 1805 Langenstein, † 1879 Ahlsdorf giurista e avvocato ∞ Marie von Sperl (1819–1902) 1 figlio                  | #1 Johann Georg Siemens * 1805 Langenstein, † 1879 Ahlsdorf giurista e avvocato ∞ Marie von Sperl (1819–1902) 1 figlio                  | #1 Johann Georg Siemens * 1805 Langenstein, † 1879 Ahlsdorf giurista e avvocato ∞ Marie von Sperl (1819–1902) 1 figlio                  | #1 Johann Georg Siemens * 1805 Langenstein, † 1879 Ahlsdorf giurista e avvocato ∞ Marie von Sperl (1819–1902) 1 figlio                  | | | Werner von Siemens (1816-92) e sorella Vedi approfondimento sotto                                                                  | Werner von Siemens (1816-92) e sorella Vedi approfondimento sotto                                                                  | Werner von Siemens (1816-92) e sorella Vedi approfondimento sotto                                                                  | Werner von Siemens (1816-92) e sorella Vedi approfondimento sotto                                                                  | Werner von Siemens (1816-92) e sorella Vedi approfondimento sotto                                                                  | Werner von Siemens (1816-92) e sorella Vedi approfondimento sotto                                                                  |  |  | |  |  |  | #1 Gustav Siemens * 1806 Aerzen, † 1874 Hannover giurista e politico ∞ Sophie Heise (1818-88) 2 figli                          | #1 Gustav Siemens * 1806 Aerzen, † 1874 Hannover giurista e politico ∞ Sophie Heise (1818-88) 2 figli                          | #1 Gustav Siemens * 1806 Aerzen, † 1874 Hannover giurista e politico ∞ Sophie Heise (1818-88) 2 figli                          | #1 Gustav Siemens * 1806 Aerzen, † 1874 Hannover giurista e politico ∞ Sophie Heise (1818-88) 2 figli                          | #1 Gustav Siemens * 1806 Aerzen, † 1874 Hannover giurista e politico ∞ Sophie Heise (1818-88) 2 figli                          | #1 Gustav Siemens * 1806 Aerzen, † 1874 Hannover giurista e politico ∞ Sophie Heise (1818-88) 2 figli                          |  |  | #3 Carl Georg von Siemens * 1809 Pyrmont, † 1885 Bad Harzburg tecnologo e docente ∞ Ottilie Denzel (1812-82) 1 figlio          | #3 Carl Georg von Siemens * 1809 Pyrmont, † 1885 Bad Harzburg tecnologo e docente ∞ Ottilie Denzel (1812-82) 1 figlio          | #3 Carl Georg von Siemens * 1809 Pyrmont, † 1885 Bad Harzburg tecnologo e docente ∞ Ottilie Denzel (1812-82) 1 figlio          | #3 Carl Georg von Siemens * 1809 Pyrmont, † 1885 Bad Harzburg tecnologo e docente ∞ Ottilie Denzel (1812-82) 1 figlio          | #3 Carl Georg von Siemens * 1809 Pyrmont, † 1885 Bad Harzburg tecnologo e docente ∞ Ottilie Denzel (1812-82) 1 figlio          | #3 Carl Georg von Siemens * 1809 Pyrmont, † 1885 Bad Harzburg tecnologo e docente ∞ Ottilie Denzel (1812-82) 1 figlio          |  |  | #4 Adolf Siemens * 1811 Pyrmont, † 1887 Berlin generale e inventore ∞ Antonie Cleve (1827-96) 2 figli | #4 Adolf Siemens * 1811 Pyrmont, † 1887 Berlin generale e inventore ∞ Antonie Cleve (1827-96) 2 figli | #4 Adolf Siemens * 1811 Pyrmont, † 1887 Berlin generale e inventore ∞ Antonie Cleve (1827-96) 2 figli | #4 Adolf Siemens * 1811 Pyrmont, † 1887 Berlin generale e inventore ∞ Antonie Cleve (1827-96) 2 figli | #4 Adolf Siemens * 1811 Pyrmont, † 1887 Berlin generale e inventore ∞ Antonie Cleve (1827-96) 2 figli | #4 Adolf Siemens * 1811 Pyrmont, † 1887 Berlin generale e inventore ∞ Antonie Cleve (1827-96) 2 figli |  |  |  |  |  |  |  |  |  |  |  |  |  |  |  |  |  |  |  |  |  |  |  |  |  |  |  |  |
| #1 Johann Georg Siemens * 1805 Langenstein, † 1879 Ahlsdorf giurista e avvocato ∞ Marie von Sperl (1819–1902) 1 figlio                  | #1 Johann Georg Siemens * 1805 Langenstein, † 1879 Ahlsdorf giurista e avvocato ∞ Marie von Sperl (1819–1902) 1 figlio                  | #1 Johann Georg Siemens * 1805 Langenstein, † 1879 Ahlsdorf giurista e avvocato ∞ Marie von Sperl (1819–1902) 1 figlio                  | #1 Johann Georg Siemens * 1805 Langenstein, † 1879 Ahlsdorf giurista e avvocato ∞ Marie von Sperl (1819–1902) 1 figlio                  | #1 Johann Georg Siemens * 1805 Langenstein, † 1879 Ahlsdorf giurista e avvocato ∞ Marie von Sperl (1819–1902) 1 figlio                  | #1 Johann Georg Siemens * 1805 Langenstein, † 1879 Ahlsdorf giurista e avvocato ∞ Marie von Sperl (1819–1902) 1 figlio                  | | | Werner von Siemens (1816-92) e sorella Vedi approfondimento sotto                                                                  | Werner von Siemens (1816-92) e sorella Vedi approfondimento sotto                                                                  | Werner von Siemens (1816-92) e sorella Vedi approfondimento sotto                                                                  | Werner von Siemens (1816-92) e sorella Vedi approfondimento sotto                                                                  | Werner von Siemens (1816-92) e sorella Vedi approfondimento sotto                                                                  | Werner von Siemens (1816-92) e sorella Vedi approfondimento sotto                                                                  |  |  | |  |  |  | #1 Gustav Siemens * 1806 Aerzen, † 1874 Hannover giurista e politico ∞ Sophie Heise (1818-88) 2 figli                          | #1 Gustav Siemens * 1806 Aerzen, † 1874 Hannover giurista e politico ∞ Sophie Heise (1818-88) 2 figli                          | #1 Gustav Siemens * 1806 Aerzen, † 1874 Hannover giurista e politico ∞ Sophie Heise (1818-88) 2 figli                          | #1 Gustav Siemens * 1806 Aerzen, † 1874 Hannover giurista e politico ∞ Sophie Heise (1818-88) 2 figli                          | #1 Gustav Siemens * 1806 Aerzen, † 1874 Hannover giurista e politico ∞ Sophie Heise (1818-88) 2 figli                          | #1 Gustav Siemens * 1806 Aerzen, † 1874 Hannover giurista e politico ∞ Sophie Heise (1818-88) 2 figli                          |  |  | #3 Carl Georg von Siemens * 1809 Pyrmont, † 1885 Bad Harzburg tecnologo e docente ∞ Ottilie Denzel (1812-82) 1 figlio          | #3 Carl Georg von Siemens * 1809 Pyrmont, † 1885 Bad Harzburg tecnologo e docente ∞ Ottilie Denzel (1812-82) 1 figlio          | #3 Carl Georg von Siemens * 1809 Pyrmont, † 1885 Bad Harzburg tecnologo e docente ∞ Ottilie Denzel (1812-82) 1 figlio          | #3 Carl Georg von Siemens * 1809 Pyrmont, † 1885 Bad Harzburg tecnologo e docente ∞ Ottilie Denzel (1812-82) 1 figlio          | #3 Carl Georg von Siemens * 1809 Pyrmont, † 1885 Bad Harzburg tecnologo e docente ∞ Ottilie Denzel (1812-82) 1 figlio          | #3 Carl Georg von Siemens * 1809 Pyrmont, † 1885 Bad Harzburg tecnologo e docente ∞ Ottilie Denzel (1812-82) 1 figlio          |  |  | #4 Adolf Siemens * 1811 Pyrmont, † 1887 Berlin generale e inventore ∞ Antonie Cleve (1827-96) 2 figli | #4 Adolf Siemens * 1811 Pyrmont, † 1887 Berlin generale e inventore ∞ Antonie Cleve (1827-96) 2 figli | #4 Adolf Siemens * 1811 Pyrmont, † 1887 Berlin generale e inventore ∞ Antonie Cleve (1827-96) 2 figli | #4 Adolf Siemens * 1811 Pyrmont, † 1887 Berlin generale e inventore ∞ Antonie Cleve (1827-96) 2 figli | #4 Adolf Siemens * 1811 Pyrmont, † 1887 Berlin generale e inventore ∞ Antonie Cleve (1827-96) 2 figli | #4 Adolf Siemens * 1811 Pyrmont, † 1887 Berlin generale e inventore ∞ Antonie Cleve (1827-96) 2 figli |  |  |  |  |  |  |  |  |  |  |  |  |  |  |  |  |  |  |  |  |  |  |  |  |  |  |  |  |
| #1 Georg von Siemens * 1839 Torgau, † 1901 Berlin direttore della Deutschen Bank ∞ Elise Görz (1850–1938) 6 figli                       | #1 Georg von Siemens * 1839 Torgau, † 1901 Berlin direttore della Deutschen Bank ∞ Elise Görz (1850–1938) 6 figli                       | #1 Georg von Siemens * 1839 Torgau, † 1901 Berlin direttore della Deutschen Bank ∞ Elise Görz (1850–1938) 6 figli                       | #1 Georg von Siemens * 1839 Torgau, † 1901 Berlin direttore della Deutschen Bank ∞ Elise Görz (1850–1938) 6 figli                       | #1 Georg von Siemens * 1839 Torgau, † 1901 Berlin direttore della Deutschen Bank ∞ Elise Görz (1850–1938) 6 figli                       | #1 Georg von Siemens * 1839 Torgau, † 1901 Berlin direttore della Deutschen Bank ∞ Elise Görz (1850–1938) 6 figli                       | | | | | | | | |  |  | |  |  |  | #1 Alexander Siemens * 1847 Hannover † 1928 Milford-on-Sea/England imprenditore* e ingegnere ∞ Louisa Dodwell († 1934) 3 figli | #1 Alexander Siemens * 1847 Hannover † 1928 Milford-on-Sea/England imprenditore* e ingegnere ∞ Louisa Dodwell († 1934) 3 figli | #1 Alexander Siemens * 1847 Hannover † 1928 Milford-on-Sea/England imprenditore* e ingegnere ∞ Louisa Dodwell († 1934) 3 figli | #1 Alexander Siemens * 1847 Hannover † 1928 Milford-on-Sea/England imprenditore* e ingegnere ∞ Louisa Dodwell († 1934) 3 figli | #1 Alexander Siemens * 1847 Hannover † 1928 Milford-on-Sea/England imprenditore* e ingegnere ∞ Louisa Dodwell († 1934) 3 figli | #1 Alexander Siemens * 1847 Hannover † 1928 Milford-on-Sea/England imprenditore* e ingegnere ∞ Louisa Dodwell († 1934) 3 figli |  |  | #1 Antonie Siemens * 1840 Hohenheim, † 1900 Berlin ∞ Werner von Siemens (1816-92) 2 figli                                      | #1 Antonie Siemens * 1840 Hohenheim, † 1900 Berlin ∞ Werner von Siemens (1816-92) 2 figli                                      | #1 Antonie Siemens * 1840 Hohenheim, † 1900 Berlin ∞ Werner von Siemens (1816-92) 2 figli                                      | #1 Antonie Siemens * 1840 Hohenheim, † 1900 Berlin ∞ Werner von Siemens (1816-92) 2 figli                                      | #1 Antonie Siemens * 1840 Hohenheim, † 1900 Berlin ∞ Werner von Siemens (1816-92) 2 figli                                      | #1 Antonie Siemens * 1840 Hohenheim, † 1900 Berlin ∞ Werner von Siemens (1816-92) 2 figli                                      |  |  | | | | | | |  |  |  |  |  |  |  |  |  |  |  |  |  |  |  |  |  |  |  |  |  |  |  |  |  |  |  |  |

### Linea Christian Ferdinand Siemens
Generazioni 7–11
| | | | | | |  |  | | | | | | | | | | | | | | | Christian Ferdinand Siemens * 1787 Schauen, † 1840 Menzendorf Proprietario terriero ∞ Henriette Deichmann (1792–1839) 14 figli | |  |  | | | | | | |  |  | | | | | | | | | | | | | | |  |  |  |  |  |  |  |  |  |  |  |  |  |  |  |  |  |  |  |  |  |  |  |  |  |  |  |  |  |  |  |  |
| | | | | | |  |  | | | | | | | | | | | | | | | | |  |  | | | | | | |  |  | | | | | | | | | | | | | | |  |  |  |  |  |  |  |  |  |  |  |  |  |  |  |  |  |  |  |  |  |  |  |  |  |  |  |  |  |  |  |  |
| | | | | | |  |  | | | | | | | | | | | | | | | | |  |  | | | | | | |  |  | | | | | | | | | | | | | | |  |  |  |  |  |  |  |  |  |  |  |  |  |  |  |  |  |  |  |  |  |  |  |  |  |  |  |  |  |  |  |  |
| #4 Werner von Siemens * 1816 Lenthe † 1892 Charlottenburg inventore, fondatore della Siemens & Halske* ∞ Mathilde Drumann (1824-65) ∞ Antonie Siemens (1840–1900) 6 figli (4 con Mathilde, 2 con Antonie) | #4 Werner von Siemens * 1816 Lenthe † 1892 Charlottenburg inventore, fondatore della Siemens & Halske* ∞ Mathilde Drumann (1824-65) ∞ Antonie Siemens (1840–1900) 6 figli (4 con Mathilde, 2 con Antonie) | #4 Werner von Siemens * 1816 Lenthe † 1892 Charlottenburg inventore, fondatore della Siemens & Halske* ∞ Mathilde Drumann (1824-65) ∞ Antonie Siemens (1840–1900) 6 figli (4 con Mathilde, 2 con Antonie) | #4 Werner von Siemens * 1816 Lenthe † 1892 Charlottenburg inventore, fondatore della Siemens & Halske* ∞ Mathilde Drumann (1824-65) ∞ Antonie Siemens (1840–1900) 6 figli (4 con Mathilde, 2 con Antonie) | #4 Werner von Siemens * 1816 Lenthe † 1892 Charlottenburg inventore, fondatore della Siemens & Halske* ∞ Mathilde Drumann (1824-65) ∞ Antonie Siemens (1840–1900) 6 figli (4 con Mathilde, 2 con Antonie) | #4 Werner von Siemens * 1816 Lenthe † 1892 Charlottenburg inventore, fondatore della Siemens & Halske* ∞ Mathilde Drumann (1824-65) ∞ Antonie Siemens (1840–1900) 6 figli (4 con Mathilde, 2 con Antonie) |  |  | | | #5 Hans Siemens * 1818 Lenthe † 1867 Löbtau fabbricante di vetro e inventore ∞ Alma Müller (1831–1914) 5 figli                | #5 Hans Siemens * 1818 Lenthe † 1867 Löbtau fabbricante di vetro e inventore ∞ Alma Müller (1831–1914) 5 figli                | #5 Hans Siemens * 1818 Lenthe † 1867 Löbtau fabbricante di vetro e inventore ∞ Alma Müller (1831–1914) 5 figli                | #5 Hans Siemens * 1818 Lenthe † 1867 Löbtau fabbricante di vetro e inventore ∞ Alma Müller (1831–1914) 5 figli                | #5 Hans Siemens * 1818 Lenthe † 1867 Löbtau fabbricante di vetro e inventore ∞ Alma Müller (1831–1914) 5 figli | #5 Hans Siemens * 1818 Lenthe † 1867 Löbtau fabbricante di vetro e inventore ∞ Alma Müller (1831–1914) 5 figli | | | #6 Ferdinand Siemens * 1820 Lenthe † 1893 Piontken tenutario ∞ Eulalia Hertzog (1835–1916) 4 figli                                | #6 Ferdinand Siemens * 1820 Lenthe † 1893 Piontken tenutario ∞ Eulalia Hertzog (1835–1916) 4 figli                                | #6 Ferdinand Siemens * 1820 Lenthe † 1893 Piontken tenutario ∞ Eulalia Hertzog (1835–1916) 4 figli                                | #6 Ferdinand Siemens * 1820 Lenthe † 1893 Piontken tenutario ∞ Eulalia Hertzog (1835–1916) 4 figli                                | #6 Ferdinand Siemens * 1820 Lenthe † 1893 Piontken tenutario ∞ Eulalia Hertzog (1835–1916) 4 figli                             | #6 Ferdinand Siemens * 1820 Lenthe † 1893 Piontken tenutario ∞ Eulalia Hertzog (1835–1916) 4 figli |  |  | #8 Sir William Siemens * 1823 Lenthe † 1883 Sherwood/England inventore e imprenditore* ∞ Anne Gordon (1821–1901) nessun figlio | #8 Sir William Siemens * 1823 Lenthe † 1883 Sherwood/England inventore e imprenditore* ∞ Anne Gordon (1821–1901) nessun figlio | #8 Sir William Siemens * 1823 Lenthe † 1883 Sherwood/England inventore e imprenditore* ∞ Anne Gordon (1821–1901) nessun figlio | #8 Sir William Siemens * 1823 Lenthe † 1883 Sherwood/England inventore e imprenditore* ∞ Anne Gordon (1821–1901) nessun figlio | #8 Sir William Siemens * 1823 Lenthe † 1883 Sherwood/England inventore e imprenditore* ∞ Anne Gordon (1821–1901) nessun figlio | #8 Sir William Siemens * 1823 Lenthe † 1883 Sherwood/England inventore e imprenditore* ∞ Anne Gordon (1821–1901) nessun figlio |  |  | #9 Friedrich Siemens * 1826 Menzendorf † 1904 Dresden fabbricante di vetro e inventore ∞ Elise Witthauer (1843–1919) 6 figli | #9 Friedrich Siemens * 1826 Menzendorf † 1904 Dresden fabbricante di vetro e inventore ∞ Elise Witthauer (1843–1919) 6 figli | #9 Friedrich Siemens * 1826 Menzendorf † 1904 Dresden fabbricante di vetro e inventore ∞ Elise Witthauer (1843–1919) 6 figli | #9 Friedrich Siemens * 1826 Menzendorf † 1904 Dresden fabbricante di vetro e inventore ∞ Elise Witthauer (1843–1919) 6 figli | #9 Friedrich Siemens * 1826 Menzendorf † 1904 Dresden fabbricante di vetro e inventore ∞ Elise Witthauer (1843–1919) 6 figli | #9 Friedrich Siemens * 1826 Menzendorf † 1904 Dresden fabbricante di vetro e inventore ∞ Elise Witthauer (1843–1919) 6 figli | | | #10 Carl von Siemens * 1829 Menzendorf † 1904 Menton/Francia imprenditore* ∞ Marie von Kapherr (1836-69) 5 figli    | #10 Carl von Siemens * 1829 Menzendorf † 1904 Menton/Francia imprenditore* ∞ Marie von Kapherr (1836-69) 5 figli    | #10 Carl von Siemens * 1829 Menzendorf † 1904 Menton/Francia imprenditore* ∞ Marie von Kapherr (1836-69) 5 figli | #10 Carl von Siemens * 1829 Menzendorf † 1904 Menton/Francia imprenditore* ∞ Marie von Kapherr (1836-69) 5 figli | #10 Carl von Siemens * 1829 Menzendorf † 1904 Menton/Francia imprenditore* ∞ Marie von Kapherr (1836-69) 5 figli | #10 Carl von Siemens * 1829 Menzendorf † 1904 Menton/Francia imprenditore* ∞ Marie von Kapherr (1836-69) 5 figli |  |  |  |  |  |  |  |  |  |  |  |  |  |  |  |  |  |  |  |  |  |  |  |  |  |  |  |  |  |  |  |  |
| #4 Werner von Siemens * 1816 Lenthe † 1892 Charlottenburg inventore, fondatore della Siemens & Halske* ∞ Mathilde Drumann (1824-65) ∞ Antonie Siemens (1840–1900) 6 figli (4 con Mathilde, 2 con Antonie) | #4 Werner von Siemens * 1816 Lenthe † 1892 Charlottenburg inventore, fondatore della Siemens & Halske* ∞ Mathilde Drumann (1824-65) ∞ Antonie Siemens (1840–1900) 6 figli (4 con Mathilde, 2 con Antonie) | #4 Werner von Siemens * 1816 Lenthe † 1892 Charlottenburg inventore, fondatore della Siemens & Halske* ∞ Mathilde Drumann (1824-65) ∞ Antonie Siemens (1840–1900) 6 figli (4 con Mathilde, 2 con Antonie) | #4 Werner von Siemens * 1816 Lenthe † 1892 Charlottenburg inventore, fondatore della Siemens & Halske* ∞ Mathilde Drumann (1824-65) ∞ Antonie Siemens (1840–1900) 6 figli (4 con Mathilde, 2 con Antonie) | #4 Werner von Siemens * 1816 Lenthe † 1892 Charlottenburg inventore, fondatore della Siemens & Halske* ∞ Mathilde Drumann (1824-65) ∞ Antonie Siemens (1840–1900) 6 figli (4 con Mathilde, 2 con Antonie) | #4 Werner von Siemens * 1816 Lenthe † 1892 Charlottenburg inventore, fondatore della Siemens & Halske* ∞ Mathilde Drumann (1824-65) ∞ Antonie Siemens (1840–1900) 6 figli (4 con Mathilde, 2 con Antonie) |  |  | | | #5 Hans Siemens * 1818 Lenthe † 1867 Löbtau fabbricante di vetro e inventore ∞ Alma Müller (1831–1914) 5 figli                | #5 Hans Siemens * 1818 Lenthe † 1867 Löbtau fabbricante di vetro e inventore ∞ Alma Müller (1831–1914) 5 figli                | #5 Hans Siemens * 1818 Lenthe † 1867 Löbtau fabbricante di vetro e inventore ∞ Alma Müller (1831–1914) 5 figli                | #5 Hans Siemens * 1818 Lenthe † 1867 Löbtau fabbricante di vetro e inventore ∞ Alma Müller (1831–1914) 5 figli                | #5 Hans Siemens * 1818 Lenthe † 1867 Löbtau fabbricante di vetro e inventore ∞ Alma Müller (1831–1914) 5 figli | #5 Hans Siemens * 1818 Lenthe † 1867 Löbtau fabbricante di vetro e inventore ∞ Alma Müller (1831–1914) 5 figli | | | #6 Ferdinand Siemens * 1820 Lenthe † 1893 Piontken tenutario ∞ Eulalia Hertzog (1835–1916) 4 figli                                | #6 Ferdinand Siemens * 1820 Lenthe † 1893 Piontken tenutario ∞ Eulalia Hertzog (1835–1916) 4 figli                                | #6 Ferdinand Siemens * 1820 Lenthe † 1893 Piontken tenutario ∞ Eulalia Hertzog (1835–1916) 4 figli                                | #6 Ferdinand Siemens * 1820 Lenthe † 1893 Piontken tenutario ∞ Eulalia Hertzog (1835–1916) 4 figli                                | #6 Ferdinand Siemens * 1820 Lenthe † 1893 Piontken tenutario ∞ Eulalia Hertzog (1835–1916) 4 figli                             | #6 Ferdinand Siemens * 1820 Lenthe † 1893 Piontken tenutario ∞ Eulalia Hertzog (1835–1916) 4 figli |  |  | #8 Sir William Siemens * 1823 Lenthe † 1883 Sherwood/England inventore e imprenditore* ∞ Anne Gordon (1821–1901) nessun figlio | #8 Sir William Siemens * 1823 Lenthe † 1883 Sherwood/England inventore e imprenditore* ∞ Anne Gordon (1821–1901) nessun figlio | #8 Sir William Siemens * 1823 Lenthe † 1883 Sherwood/England inventore e imprenditore* ∞ Anne Gordon (1821–1901) nessun figlio | #8 Sir William Siemens * 1823 Lenthe † 1883 Sherwood/England inventore e imprenditore* ∞ Anne Gordon (1821–1901) nessun figlio | #8 Sir William Siemens * 1823 Lenthe † 1883 Sherwood/England inventore e imprenditore* ∞ Anne Gordon (1821–1901) nessun figlio | #8 Sir William Siemens * 1823 Lenthe † 1883 Sherwood/England inventore e imprenditore* ∞ Anne Gordon (1821–1901) nessun figlio |  |  | #9 Friedrich Siemens * 1826 Menzendorf † 1904 Dresden fabbricante di vetro e inventore ∞ Elise Witthauer (1843–1919) 6 figli | #9 Friedrich Siemens * 1826 Menzendorf † 1904 Dresden fabbricante di vetro e inventore ∞ Elise Witthauer (1843–1919) 6 figli | #9 Friedrich Siemens * 1826 Menzendorf † 1904 Dresden fabbricante di vetro e inventore ∞ Elise Witthauer (1843–1919) 6 figli | #9 Friedrich Siemens * 1826 Menzendorf † 1904 Dresden fabbricante di vetro e inventore ∞ Elise Witthauer (1843–1919) 6 figli | #9 Friedrich Siemens * 1826 Menzendorf † 1904 Dresden fabbricante di vetro e inventore ∞ Elise Witthauer (1843–1919) 6 figli | #9 Friedrich Siemens * 1826 Menzendorf † 1904 Dresden fabbricante di vetro e inventore ∞ Elise Witthauer (1843–1919) 6 figli | | | #10 Carl von Siemens * 1829 Menzendorf † 1904 Menton/Francia imprenditore* ∞ Marie von Kapherr (1836-69) 5 figli    | #10 Carl von Siemens * 1829 Menzendorf † 1904 Menton/Francia imprenditore* ∞ Marie von Kapherr (1836-69) 5 figli    | #10 Carl von Siemens * 1829 Menzendorf † 1904 Menton/Francia imprenditore* ∞ Marie von Kapherr (1836-69) 5 figli | #10 Carl von Siemens * 1829 Menzendorf † 1904 Menton/Francia imprenditore* ∞ Marie von Kapherr (1836-69) 5 figli | #10 Carl von Siemens * 1829 Menzendorf † 1904 Menton/Francia imprenditore* ∞ Marie von Kapherr (1836-69) 5 figli | #10 Carl von Siemens * 1829 Menzendorf † 1904 Menton/Francia imprenditore* ∞ Marie von Kapherr (1836-69) 5 figli |  |  |  |  |  |  |  |  |  |  |  |  |  |  |  |  |  |  |  |  |  |  |  |  |  |  |  |  |  |  |  |  |
| | | | | | |  |  | | | | | | | | | | | | | | | | |  |  | | | | | | |  |  | | | | | | | | | | | | | | |  |  |  |  |  |  |  |  |  |  |  |  |  |  |  |  |  |  |  |  |  |  |  |  |  |  |  |  |  |  |  |  |
| | | | | | |  |  | | | | | | | | | | | | | | | | |  |  | | | | | | |  |  | | | | | | | | | | | | | | |  |  |  |  |  |  |  |  |  |  |  |  |  |  |  |  |  |  |  |  |  |  |  |  |  |  |  |  |  |  |  |  |
| #1 Arnold von Siemens * 1853 Berlin † 1918 ebd. imprenditore* ∞ Ellen von Helmholtz (1864–1941) 5 figli                                                                                                   | #1 Arnold von Siemens * 1853 Berlin † 1918 ebd. imprenditore* ∞ Ellen von Helmholtz (1864–1941) 5 figli                                                                                                   | #1 Arnold von Siemens * 1853 Berlin † 1918 ebd. imprenditore* ∞ Ellen von Helmholtz (1864–1941) 5 figli                                                                                                   | #1 Arnold von Siemens * 1853 Berlin † 1918 ebd. imprenditore* ∞ Ellen von Helmholtz (1864–1941) 5 figli                                                                                                   | #1 Arnold von Siemens * 1853 Berlin † 1918 ebd. imprenditore* ∞ Ellen von Helmholtz (1864–1941) 5 figli                                                                                                   | #1 Arnold von Siemens * 1853 Berlin † 1918 ebd. imprenditore* ∞ Ellen von Helmholtz (1864–1941) 5 figli                                                                                                   |  |  | #2 Georg Wilhelm von Siemens * 1855 Berlin † 1918 Arosa/Svizzera imprenditore* e inventore ∞ Elly Siemens (1860–1919) 2 figli              | #2 Georg Wilhelm von Siemens * 1855 Berlin † 1918 Arosa/Svizzera imprenditore* e inventore ∞ Elly Siemens (1860–1919) 2 figli | #2 Georg Wilhelm von Siemens * 1855 Berlin † 1918 Arosa/Svizzera imprenditore* e inventore ∞ Elly Siemens (1860–1919) 2 figli | #2 Georg Wilhelm von Siemens * 1855 Berlin † 1918 Arosa/Svizzera imprenditore* e inventore ∞ Elly Siemens (1860–1919) 2 figli | #2 Georg Wilhelm von Siemens * 1855 Berlin † 1918 Arosa/Svizzera imprenditore* e inventore ∞ Elly Siemens (1860–1919) 2 figli | #2 Georg Wilhelm von Siemens * 1855 Berlin † 1918 Arosa/Svizzera imprenditore* e inventore ∞ Elly Siemens (1860–1919) 2 figli | | | #6 Carl Friedrich von Siemens * 1872 Charlottenburg † 1941 Heinenhof inventore* ∞ Tutty Bötzow (1878–1935, 2. matrimonio) 2 figli | #6 Carl Friedrich von Siemens * 1872 Charlottenburg † 1941 Heinenhof inventore* ∞ Tutty Bötzow (1878–1935, 2. matrimonio) 2 figli | #6 Carl Friedrich von Siemens * 1872 Charlottenburg † 1941 Heinenhof inventore* ∞ Tutty Bötzow (1878–1935, 2. matrimonio) 2 figli | #6 Carl Friedrich von Siemens * 1872 Charlottenburg † 1941 Heinenhof inventore* ∞ Tutty Bötzow (1878–1935, 2. matrimonio) 2 figli | #6 Carl Friedrich von Siemens * 1872 Charlottenburg † 1941 Heinenhof inventore* ∞ Tutty Bötzow (1878–1935, 2. matrimonio) 2 figli | #6 Carl Friedrich von Siemens * 1872 Charlottenburg † 1941 Heinenhof inventore* ∞ Tutty Bötzow (1878–1935, 2. matrimonio) 2 figli | | |  |  | # 2 Elly Siemens * 1860 Piontken † 1919 Charlottenburg ∞ Georg Wilhelm von Siemens (1855–1919) 2 figli                         | # 2 Elly Siemens * 1860 Piontken † 1919 Charlottenburg ∞ Georg Wilhelm von Siemens (1855–1919) 2 figli                         | # 2 Elly Siemens * 1860 Piontken † 1919 Charlottenburg ∞ Georg Wilhelm von Siemens (1855–1919) 2 figli                         | # 2 Elly Siemens * 1860 Piontken † 1919 Charlottenburg ∞ Georg Wilhelm von Siemens (1855–1919) 2 figli                         | # 2 Elly Siemens * 1860 Piontken † 1919 Charlottenburg ∞ Georg Wilhelm von Siemens (1855–1919) 2 figli                         | # 2 Elly Siemens * 1860 Piontken † 1919 Charlottenburg ∞ Georg Wilhelm von Siemens (1855–1919) 2 figli                         |  |  | | | | | #4 Friedrich Carl Siemens * 1877 Dresden † 1952 Berlin inventore* ∞ Bertha Yorck von Wartenburg (1899–1950) 4 figli          | #4 Friedrich Carl Siemens * 1877 Dresden † 1952 Berlin inventore* ∞ Bertha Yorck von Wartenburg (1899–1950) 4 figli          | #4 Friedrich Carl Siemens * 1877 Dresden † 1952 Berlin inventore* ∞ Bertha Yorck von Wartenburg (1899–1950) 4 figli | #4 Friedrich Carl Siemens * 1877 Dresden † 1952 Berlin inventore* ∞ Bertha Yorck von Wartenburg (1899–1950) 4 figli | #4 Friedrich Carl Siemens * 1877 Dresden † 1952 Berlin inventore* ∞ Bertha Yorck von Wartenburg (1899–1950) 4 figli | #4 Friedrich Carl Siemens * 1877 Dresden † 1952 Berlin inventore* ∞ Bertha Yorck von Wartenburg (1899–1950) 4 figli | | | | |  |  |  |  |  |  |  |  |  |  |  |  |  |  |  |  |  |  |  |  |  |  |  |  |  |  |  |  |  |  |  |  |
| #1 Arnold von Siemens * 1853 Berlin † 1918 ebd. imprenditore* ∞ Ellen von Helmholtz (1864–1941) 5 figli                                                                                                   | #1 Arnold von Siemens * 1853 Berlin † 1918 ebd. imprenditore* ∞ Ellen von Helmholtz (1864–1941) 5 figli                                                                                                   | #1 Arnold von Siemens * 1853 Berlin † 1918 ebd. imprenditore* ∞ Ellen von Helmholtz (1864–1941) 5 figli                                                                                                   | #1 Arnold von Siemens * 1853 Berlin † 1918 ebd. imprenditore* ∞ Ellen von Helmholtz (1864–1941) 5 figli                                                                                                   | #1 Arnold von Siemens * 1853 Berlin † 1918 ebd. imprenditore* ∞ Ellen von Helmholtz (1864–1941) 5 figli                                                                                                   | #1 Arnold von Siemens * 1853 Berlin † 1918 ebd. imprenditore* ∞ Ellen von Helmholtz (1864–1941) 5 figli                                                                                                   |  |  | #2 Georg Wilhelm von Siemens * 1855 Berlin † 1918 Arosa/Svizzera imprenditore* e inventore ∞ Elly Siemens (1860–1919) 2 figli              | #2 Georg Wilhelm von Siemens * 1855 Berlin † 1918 Arosa/Svizzera imprenditore* e inventore ∞ Elly Siemens (1860–1919) 2 figli | #2 Georg Wilhelm von Siemens * 1855 Berlin † 1918 Arosa/Svizzera imprenditore* e inventore ∞ Elly Siemens (1860–1919) 2 figli | #2 Georg Wilhelm von Siemens * 1855 Berlin † 1918 Arosa/Svizzera imprenditore* e inventore ∞ Elly Siemens (1860–1919) 2 figli | #2 Georg Wilhelm von Siemens * 1855 Berlin † 1918 Arosa/Svizzera imprenditore* e inventore ∞ Elly Siemens (1860–1919) 2 figli | #2 Georg Wilhelm von Siemens * 1855 Berlin † 1918 Arosa/Svizzera imprenditore* e inventore ∞ Elly Siemens (1860–1919) 2 figli | | | #6 Carl Friedrich von Siemens * 1872 Charlottenburg † 1941 Heinenhof inventore* ∞ Tutty Bötzow (1878–1935, 2. matrimonio) 2 figli | #6 Carl Friedrich von Siemens * 1872 Charlottenburg † 1941 Heinenhof inventore* ∞ Tutty Bötzow (1878–1935, 2. matrimonio) 2 figli | #6 Carl Friedrich von Siemens * 1872 Charlottenburg † 1941 Heinenhof inventore* ∞ Tutty Bötzow (1878–1935, 2. matrimonio) 2 figli | #6 Carl Friedrich von Siemens * 1872 Charlottenburg † 1941 Heinenhof inventore* ∞ Tutty Bötzow (1878–1935, 2. matrimonio) 2 figli | #6 Carl Friedrich von Siemens * 1872 Charlottenburg † 1941 Heinenhof inventore* ∞ Tutty Bötzow (1878–1935, 2. matrimonio) 2 figli | #6 Carl Friedrich von Siemens * 1872 Charlottenburg † 1941 Heinenhof inventore* ∞ Tutty Bötzow (1878–1935, 2. matrimonio) 2 figli | | |  |  | # 2 Elly Siemens * 1860 Piontken † 1919 Charlottenburg ∞ Georg Wilhelm von Siemens (1855–1919) 2 figli                         | # 2 Elly Siemens * 1860 Piontken † 1919 Charlottenburg ∞ Georg Wilhelm von Siemens (1855–1919) 2 figli                         | # 2 Elly Siemens * 1860 Piontken † 1919 Charlottenburg ∞ Georg Wilhelm von Siemens (1855–1919) 2 figli                         | # 2 Elly Siemens * 1860 Piontken † 1919 Charlottenburg ∞ Georg Wilhelm von Siemens (1855–1919) 2 figli                         | # 2 Elly Siemens * 1860 Piontken † 1919 Charlottenburg ∞ Georg Wilhelm von Siemens (1855–1919) 2 figli                         | # 2 Elly Siemens * 1860 Piontken † 1919 Charlottenburg ∞ Georg Wilhelm von Siemens (1855–1919) 2 figli                         |  |  | | | | | #4 Friedrich Carl Siemens * 1877 Dresden † 1952 Berlin inventore* ∞ Bertha Yorck von Wartenburg (1899–1950) 4 figli          | #4 Friedrich Carl Siemens * 1877 Dresden † 1952 Berlin inventore* ∞ Bertha Yorck von Wartenburg (1899–1950) 4 figli          | #4 Friedrich Carl Siemens * 1877 Dresden † 1952 Berlin inventore* ∞ Bertha Yorck von Wartenburg (1899–1950) 4 figli | #4 Friedrich Carl Siemens * 1877 Dresden † 1952 Berlin inventore* ∞ Bertha Yorck von Wartenburg (1899–1950) 4 figli | #4 Friedrich Carl Siemens * 1877 Dresden † 1952 Berlin inventore* ∞ Bertha Yorck von Wartenburg (1899–1950) 4 figli | #4 Friedrich Carl Siemens * 1877 Dresden † 1952 Berlin inventore* ∞ Bertha Yorck von Wartenburg (1899–1950) 4 figli | | | | |  |  |  |  |  |  |  |  |  |  |  |  |  |  |  |  |  |  |  |  |  |  |  |  |  |  |  |  |  |  |  |  |
| #1 Hermann von Siemens * 1885 Berlin † 1986 in München imprenditore* ∞ Charlotte von Maltzan (1887–1976) 6 figli                                                                                          | #1 Hermann von Siemens * 1885 Berlin † 1986 in München imprenditore* ∞ Charlotte von Maltzan (1887–1976) 6 figli                                                                                          | #1 Hermann von Siemens * 1885 Berlin † 1986 in München imprenditore* ∞ Charlotte von Maltzan (1887–1976) 6 figli                                                                                          | #1 Hermann von Siemens * 1885 Berlin † 1986 in München imprenditore* ∞ Charlotte von Maltzan (1887–1976) 6 figli                                                                                          | #1 Hermann von Siemens * 1885 Berlin † 1986 in München imprenditore* ∞ Charlotte von Maltzan (1887–1976) 6 figli                                                                                          | #1 Hermann von Siemens * 1885 Berlin † 1986 in München imprenditore* ∞ Charlotte von Maltzan (1887–1976) 6 figli                                                                                          |  |  | #1 Werner Ferdinand von Siemens * 1885 Berlin, † 1937 ebd. imprenditore* ∞ Katrin Heck († 1919, 1. matrimonio) 3 figli                     | #1 Werner Ferdinand von Siemens * 1885 Berlin, † 1937 ebd. imprenditore* ∞ Katrin Heck († 1919, 1. matrimonio) 3 figli        | #1 Werner Ferdinand von Siemens * 1885 Berlin, † 1937 ebd. imprenditore* ∞ Katrin Heck († 1919, 1. matrimonio) 3 figli        | #1 Werner Ferdinand von Siemens * 1885 Berlin, † 1937 ebd. imprenditore* ∞ Katrin Heck († 1919, 1. matrimonio) 3 figli        | #1 Werner Ferdinand von Siemens * 1885 Berlin, † 1937 ebd. imprenditore* ∞ Katrin Heck († 1919, 1. matrimonio) 3 figli        | #1 Werner Ferdinand von Siemens * 1885 Berlin, † 1937 ebd. imprenditore* ∞ Katrin Heck († 1919, 1. matrimonio) 3 figli        | | | #1 Ernst von Siemens * 1903 Kingston upon Hull/England † 1990 Starnberg imprenditore* e mecenate celibe nessun figlio             | #1 Ernst von Siemens * 1903 Kingston upon Hull/England † 1990 Starnberg imprenditore* e mecenate celibe nessun figlio             | #1 Ernst von Siemens * 1903 Kingston upon Hull/England † 1990 Starnberg imprenditore* e mecenate celibe nessun figlio             | #1 Ernst von Siemens * 1903 Kingston upon Hull/England † 1990 Starnberg imprenditore* e mecenate celibe nessun figlio             | #1 Ernst von Siemens * 1903 Kingston upon Hull/England † 1990 Starnberg imprenditore* e mecenate celibe nessun figlio             | #1 Ernst von Siemens * 1903 Kingston upon Hull/England † 1990 Starnberg imprenditore* e mecenate celibe nessun figlio             | | |  |  | | | | | | |  |  | | | | | | | | | | | | | | |  |  |  |  |  |  |  |  |  |  |  |  |  |  |  |  |  |  |  |  |  |  |  |  |  |  |  |  |  |  |  |  |
| #1 Hermann von Siemens * 1885 Berlin † 1986 in München imprenditore* ∞ Charlotte von Maltzan (1887–1976) 6 figli                                                                                          | #1 Hermann von Siemens * 1885 Berlin † 1986 in München imprenditore* ∞ Charlotte von Maltzan (1887–1976) 6 figli                                                                                          | #1 Hermann von Siemens * 1885 Berlin † 1986 in München imprenditore* ∞ Charlotte von Maltzan (1887–1976) 6 figli                                                                                          | #1 Hermann von Siemens * 1885 Berlin † 1986 in München imprenditore* ∞ Charlotte von Maltzan (1887–1976) 6 figli                                                                                          | #1 Hermann von Siemens * 1885 Berlin † 1986 in München imprenditore* ∞ Charlotte von Maltzan (1887–1976) 6 figli                                                                                          | #1 Hermann von Siemens * 1885 Berlin † 1986 in München imprenditore* ∞ Charlotte von Maltzan (1887–1976) 6 figli                                                                                          |  |  | #1 Werner Ferdinand von Siemens * 1885 Berlin, † 1937 ebd. imprenditore* ∞ Katrin Heck († 1919, 1. matrimonio) 3 figli                     | #1 Werner Ferdinand von Siemens * 1885 Berlin, † 1937 ebd. imprenditore* ∞ Katrin Heck († 1919, 1. matrimonio) 3 figli        | #1 Werner Ferdinand von Siemens * 1885 Berlin, † 1937 ebd. imprenditore* ∞ Katrin Heck († 1919, 1. matrimonio) 3 figli        | #1 Werner Ferdinand von Siemens * 1885 Berlin, † 1937 ebd. imprenditore* ∞ Katrin Heck († 1919, 1. matrimonio) 3 figli        | #1 Werner Ferdinand von Siemens * 1885 Berlin, † 1937 ebd. imprenditore* ∞ Katrin Heck († 1919, 1. matrimonio) 3 figli        | #1 Werner Ferdinand von Siemens * 1885 Berlin, † 1937 ebd. imprenditore* ∞ Katrin Heck († 1919, 1. matrimonio) 3 figli        | | | #1 Ernst von Siemens * 1903 Kingston upon Hull/England † 1990 Starnberg imprenditore* e mecenate celibe nessun figlio             | #1 Ernst von Siemens * 1903 Kingston upon Hull/England † 1990 Starnberg imprenditore* e mecenate celibe nessun figlio             | #1 Ernst von Siemens * 1903 Kingston upon Hull/England † 1990 Starnberg imprenditore* e mecenate celibe nessun figlio             | #1 Ernst von Siemens * 1903 Kingston upon Hull/England † 1990 Starnberg imprenditore* e mecenate celibe nessun figlio             | #1 Ernst von Siemens * 1903 Kingston upon Hull/England † 1990 Starnberg imprenditore* e mecenate celibe nessun figlio             | #1 Ernst von Siemens * 1903 Kingston upon Hull/England † 1990 Starnberg imprenditore* e mecenate celibe nessun figlio             | | |  |  | | | | | | |  |  | | | | | | | | | | | | | | |  |  |  |  |  |  |  |  |  |  |  |  |  |  |  |  |  |  |  |  |  |  |  |  |  |  |  |  |  |  |  |  |
| | | | | | |  |  | #1 Peter von Siemens * 1911 Berlin † 1986 in München imprenditore* e musicista ∞ Maria Julia Lienau (1916–2008) 2 figli                    | | | | | | | | | | | | | | | |  |  | | | | | | |  |  | | | | | | | | | | | | | | |  |  |  |  |  |  |  |  |  |  |  |  |  |  |  |  |  |  |  |  |  |  |  |  |  |  |  |  |  |  |  |  |
| | | | | | |  |  | | | | | | | | | | | | | | | | |  |  | | | | | | |  |  | | | | | | | | | | | | | | |  |  |  |  |  |  |  |  |  |  |  |  |  |  |  |  |  |  |  |  |  |  |  |  |  |  |  |  |  |  |  |  |
| | | | | | |  |  | #1 Peter C. von Siemens * 1937 Rio de Janeiro consigliere amministrazione e controllo della Siemens AG* ∞ Bettina Schicht (* 1942) 4 figli | | | | | | | | | | | | | | | |  |  | | | | | | |  |  | | | | | | | | | | | | | | |  |  |  |  |  |  |  |  |  |  |  |  |  |  |  |  |  |  |  |  |  |  |  |  |  |  |  |  |  |  |  |  |

(*) Funzionario della Siemens & Halske, Siemens Brothers & Co e/o della Siemens AG.